# La Mort aux Juifs
La Mort aux Juifs – miejscowość (lieu-dit), we Francji, w regionie Centralnym, w departamencie Loiret. Nazwa osady oznacza według Centrum Szymona Wiesenthala „Śmierć Żydom”; tygodnik Marianne tłumaczy ją zaś jako „Śmierć Żydów” ze względu m.in. na obecność rodzajnika "La".
W sierpniu 2014 roku, Centrum Szymona Wiesenthala złożyło do rządu Francji petycję o zmianę nazwy miejscowości. Podobna prośba została odrzucona 20 lat wcześniej. Odmowę argumentowano względami historycznymi: nazwę miejscowości nadano w czasach średniowiecznych.